# Sanguinolaria
Sanguinolaria là một chi động vật thân mềm hai mảnh vỏ trong họ Psammobiidae.

## Các loài
- Sanguinolaria achatina (Spengler, 1798)
- Sanguinolaria ovalis Reeve, 1857
- Sanguinolaria sanguinolenta (Gmelin, 1791)
- Sanguinolaria tellinoides A. Adams, 1850
- Sanguinolaria tenuis Olsson, 1961
- Sanguinolaria vitrea Deshayes, 1855

Các loài trước đây
- Sanguinolaria acuminata (Reeve, 1857) sync. Hiatula diphos (Linnaeus, 1771)
- Sanguinolaria acuta Cai & Zhuang, 1985 sync. Hiatula acuta (Cai & Zhuang, 1985) (original combination)
- Sanguinolaria africana Cosel, 1990 sync. Sanguinolaria achatina (Spengler, 1798)
- Sanguinolaria antarctica Mabille & Rochebrune, 1889 sync. Macoploma inornata (Hanley, 1844)
- Sanguinolaria atrata (Reeve, 1857) sync. Hiatula atrata (Reeve, 1857)
- Sanguinolaria aureocincta E. von Martens, 1879 sync. Sanguinolaria vitrea Deshayes, 1855
- Sanguinolaria bertini Pilsbry & H. N. Lowe, 1932 sync. Psammotella bertini (Pilsbry & H. N. Lowe, 1932) (original combination)
- Sanguinolaria californiana Conrad, 1837 sync. Limecola petalum (Valenciennes in Humboldt & Bonpland, 1821) sync. Macoma petalum (Valenciennes in Humboldt & Bonpland, 1821)
- Sanguinolaria capensis (G. B. Sowerby III, 1889) sync. Hiatula capensis (G. B. Sowerby III, 1889)
- Sanguinolaria castanea Scarlato, 1965 sync. Gari chinensis (Deshayes, 1855)
- Sanguinolaria clouei (Bertin, 1880) sync. Hiatula clouei Bertin, 1880
- Sanguinolaria cruenta ([Lightfoot], 1786) sync. Psammotella cruenta ([Lightfoot], 1786)
- Sanguinolaria dichotoma Anton, 1838 sync. Asaphis violascens (Forsskål in Niebuhr, 1775) (junior synonym)
- Sanguinolaria diphos (Linnaeus, 1771) sync. Hiatula diphos (Linnaeus, 1771)
- Sanguinolaria elongata (Lamarck, 1818) sync. Gari elongata (Lamarck, 1818)
- Sanguinolaria grandis Carpenter, 1857 sync. Nuttallia nuttallii (Conrad, 1837)
- Sanguinolaria hendersoni Melvill & Standen, 1898 sync. Salmacoma nobilis (Hanley, 1845)
- Sanguinolaria iridescens Benson, 1842 sync. Iridona iridescens (Benson, 1842) (original combination)
- Sanguinolaria lamarckii Deshayes, 1824 † sync. Homalina lamarckii (Deshayes, 1824) † (unaccepted > superseded combination)
- Sanguinolaria livida Lamarck, 1818 sync. Hiatula biradiata (W. Wood, 1815)
- Sanguinolaria lunulata (Deshayes, 1855) sync. Hiatula lunulata (Deshayes, 1855)
- Sanguinolaria nivea Mörch, 1853 sync. Sanguinolaria sanguinolenta (Gmelin, 1791)
- Sanguinolaria nuttallii Conrad, 1837 sync. Nuttallia nuttallii (Conrad, 1837) (original combination)
- Sanguinolaria olivacea (Jay, 1857) sync. Nuttallia obscurata (Reeve, 1857)
- Sanguinolaria orcutti Dall, 1921 sync. Nuttallia nuttallii (Conrad, 1837)
- Sanguinolaria purpurea Deshayes, 1855 sync. Sanguinolaria tellinoides A. Adams, 1850
- Sanguinolaria robertsii Tryon, 1870 sync. Hiatula ambigua (Reeve, 1857)
- Sanguinolaria rosea Lamarck, 1801 sync. Sanguinolaria sanguinolenta (Gmelin, 1791)
- Sanguinolaria tahitensis Bernardi, 1852 sync. Asaphis violascens (Forsskål in Niebuhr, 1775)
- Sanguinolaria tchangsii Scarlato, 1965 sync. Psammosphaerita tchangsii (Scarlato, 1965)
- Sanguinolaria togata (Deshayes, 1855) sync. Gari togata (Deshayes, 1855)
- Sanguinolaria ventricosa Philippi, 1851 sync. Asaphis violascens (Forsskål in Niebuhr, 1775)
- Sanguinolaria vespertina Pilsbry & H. N. Lowe, 1932 sync. Sanguinolaria ovalis Reeve, 1857
- Sanguinolaria vitrea Deshayes, 1855 sensu Nicklès, 1952 sync. Sanguinolaria achatina (Spengler, 1798) (misapplication)